# Viguiera
Viguiera es un género de plantas fanerógamas de la familia de las asteráceas.  Comprende 309 especies descritas y de estas, solo 129 aceptadas.

## Descripción
El género consta de plantas herbáceas, arbustivas o arborescentes. Presentan hojas todas opuestas o las superiores alternas, enteras a lobadas. Cabezuelas solitarias a paniculadas. El involucro es campanulado a cilíndrico, sus brácteas subiguales o graduadas con las exteriores más cortas, receptáculo plano a cónico, provisto de páleas que rodean las flores del disco. Las flores liguladas por lo común están presentes, son estériles; corolas amarillas, blancas o moradas. Flores del disco hermafroditas, sus corolas amarillas o moradas, tubulosas, anteras con las bases aflechadas, ramas del estilo lineares, provistas de apéndices agudos o acuminados. Aquenios oblongos, más o menos comprimidos, vilano de las flores liguladas de 2 o 3 aristas o escamas, o bien, ausente, el de las flores del disco provisto de 2 aristas y varias escamas cortas, o bien, ausente.

## Taxonomía
El género fue descrito por Carl Sigismund Kunth y publicado en Nova Genera et Species Plantarum (folio ed.) 4: 176–177, pl. 379. 1820[1818]. La especie tipo es Viguiera helianthoides Kunth. 
Etimología
Su nombre es en honor del físico y botánico francés Louis G. Alexandre Viguier, (1790-1867) que vivió en Montpellier, sede de unos de los jardines botánicos más antiguos de Europa.

## Especies seleccionadas
- Viguiera australis
- Viguiera cornifolia (Kunth) S.F.Blake - lampote de México[5]
- Viguiera deltoidea
- Viguiera dentata
- Viguiera laciniata
- Viguiera nudicaulis
- Viguiera pazensis
- Viguiera procumbens
- Viguiera stenoloba
- Viguiera sylvatica
- Viguiera lanceolata
- Viguiera tuberosa
- Viguiera madnonii[6]